# David Riondino (album)
David Riondino è il primo album di David Riondino, pubblicato nel 1979.

## Tracce
1. Ma provateci voi – 2:36
2. Noi piedi – 6:24
3. Re dei punk – 3:34
4. Lo gnegno – 4:56
5. Ci ho un rapporto – 5:25
6. Samba '78 – 5:34
7. Diabolico Rock – 3:39
8. Perplessità – 4:46

## Formazione
- David Riondino – voce
- Patrick Djivas – basso, flauto
- Franz Di Cioccio – batteria
- Claudio Bazzari – chitarra
- Claudio Fabi – tastiera, pianoforte
- Renato Gasperini – chitarra, sintetizzatore